# Kamakurai vasútállomás
A Kamakurai vasútállomás (japánul 鎌倉駅) a japán Kanagava prefektúrabeli Kamakura vasútállomása.

## Vonalak
A vasútállomáson a következő vonalak haladnak át:
- Yokosuka Line
- Enoshima Electric Railway Line